# Ледяной человек из Миннесоты

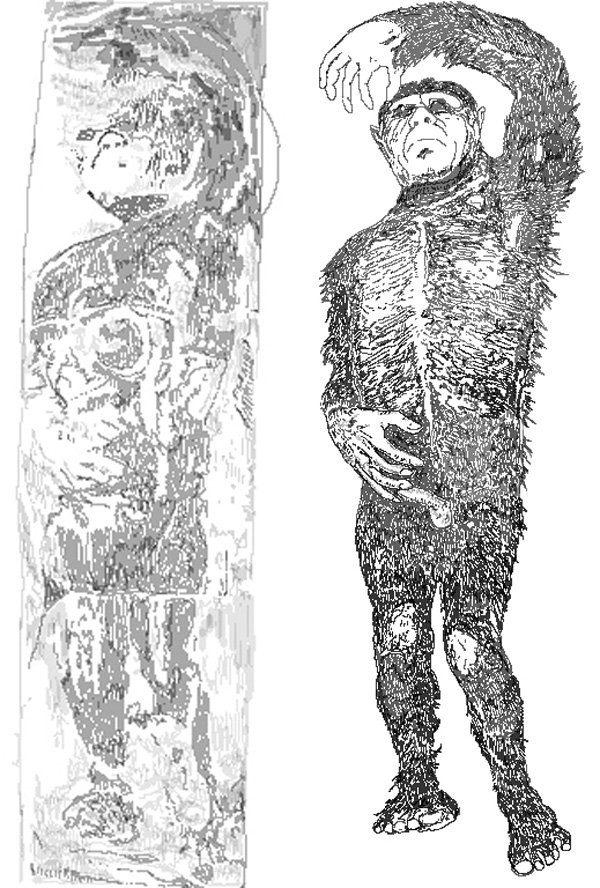
Рисунок «Ледяного человека из Миннесоты» (слева) и рисунок по описанию криптозоологов Айвена Сандерсона и Бернара Эйвельманса (справа)

«Ледяной человек из Миннесоты» (англ. Minnesota Iceman) — мистификация человекоподобного существа, замороженного в глыбе льда. Выставлялся в 1960-х и начале 1970-х годов в торговых центрах, на ярмарках штата и карнавалах в США и Канаде в качестве «недостающего звена» между неандертальцем и современным человеком.

## Описание
Описывается как человекоподобное существо мужского пола, ростом 6 футов (около 1,8 м), волосатый, с большими руками и ногами, очень тёмно-коричневыми волосами длиной около 3—4 дюймов (около 9 см) и приплюснутым носом. Одна из его рук выглядела как сломанная, а один глаз был выбит из глазницы, как утверждалось, пулей, попавшей в голову существа сзади. Учёными рассматривается как вероятная мистификация.

## История
По заявлениям промоутера и экспонента Фрэнка Хансена «Ледяной человек» был обнаружен в Сибири. Хансен представлялся смотрителем этого экспоната, по его словам, принадлежавшего некому «эксцентричному калифорнийскому миллионеру».
Путешествуя по карнавалам и ярмаркам с выставкой, Хансен однажды был задержан сотрудниками канадской таможни, которые были обеспокоены тем, что он перевозил труп. В ФБР поступило сообщение, что тело может быть человеческим и принадлежать жертве убийства, но агентство не проводило расследования, возможно, из-за того, что многие считали экспонат мистификацией.
Сандерсон, в то время научный редактор журнала Argosy, в апрельском номере 1969 года написал статью о «Ледяном человеке» с заголовком «Недостающее звено между человеком и обезьянами?». Сандерсон также выступал с рассказом о «Ледяном человеке» на телевидении и связался с приматологом Джоном Нейпиром, предложив ему изучить экспонат под эгидой Смитсоновского института. Впоследствии Хансен убрал «Ледяного человека» из публичного доступа, как он утверждал, по приказу владельца из Калифорнии. Позднее Хансен предоставил для выставки нового «Ледяного человека», описанного наблюдателями как латексная модель, которая явно отличалась от оригинала.
Нейпир совместно с учёными Смитсоновского института провели предварительное изучение истории Хансена и сказал, что обнаружили, что он заказывал создание «Ледяного человека» компании Западного побережья в 1967 году, что привело Нейпира к выводу, что когда-либо существовала всего одна латексная модель «Ледяного человека», которую предположительно, перемещали и замораживали между выставлениями на публику. Нейпир отметил: «Смитсоновский институт… уверен, что существо представляет собой просто карнавальный экспонат, сделанный из латексной резины и волос… „оригинальная“ модель и нынешняя так называемая „замена“ — одно и то же».
В феврале 2013 года «Ледяной человек из Миннесоты» был продан с аукциона на eBay. По описанию лота, «Тот самый экспонат, заявленная Фрэнком Хансеном в 1960-х годах как „Ледяной человек из Миннесоты“. Это единственная в своем роде мистификация, сфабрикованная шоуменом середины XX века». «Ледяной человек» был куплен Стивом Басти владельцем «Музея странностей» в Остине, штат Техас, который выставил его на всеобщее обозрение.

## В популярной культуре
Миннесотский ледяной человек был показан в 6-м эпизоде 4-го сезона сериала «Shipping Wars» на телеканале A&E, а также в 12-м эпизоде 26-го сезона сериала «Музейные тайны» на «Travel Channel». История ледяного человека также была представлена в премьере 7-го сезона телешоу «Неразгаданные тайны» .